# Truist Financial
Truist Financial Corporation er en amerikansk bankkoncern med hovedkvarter i Charlotte, North Carolina. Virksomheden blev etableret i december 2019 ved en fusion mellem BB&T (Branch Banking and Trust Company) og SunTrust Banks. De har 2.781 filialer i 16 amerikanske delstater.